# Marcella Di Folco
Marcella Di Folco (Roma, 7 marzo 1943 – Bentivoglio, 7 settembre 2010) è stata un'attivista, attrice e politica italiana.
Tra i protagonisti del cinema di Federico Fellini negli anni settanta, ha lavorato inoltre con Roberto Rossellini, Dino Risi, Alberto Sordi, e Bruno Corbucci. Nei film è accreditata come Marcello Di Falco, nome alla nascita e cognome d'arte.
Alla nascita risultò essere di sesso maschile. Nel 1980, prima che in Italia si legiferasse sul cambio di sesso, si sottopone ad un'operazione per la riassegnazione sessuale a Casablanca. Nel 1988 diventa Presidentessa del Movimento Italiano Transessuale e nel 1997 vicepresidentessa dell'Osservatorio Nazionale sull'Identità di Genere (ONIG). Fu eletta Consigliera comunale di Bologna nel 1995, con i Verdi, gruppo politico a cui aveva aderito all'inizio degli anni '90 e alla cui vita avrebbe partecipato in modo attivo fino alla fine. I Verdi, allora, erano autonomi. Marcella poi si adopererà per allearsi con il PDS in Comune e quindi con i Progressisti e con l'Ulivo. È stata la prima donna apertamente transgender sottopostosi a un'operazione per il cambio di sesso a coprire una carica pubblica al mondo.
Nel 2014, al 32º Torino Film Festival, è stato presentato il film documentario Una nobile rivoluzione, di Simone Cangelosi, che racconta la sua storia. Il 3 ottobre 2019 Bianca Berlinguer pubblica il libro Storia di Marcella che fu Marcello, frutto del lungo racconto della propria vita che Marcella, prima di morire, ha affidato alla giornalista e amica. 
Dall'ottobre 2023 è disponibile un podcast in otto puntate dal titolo Mai annoiata. La vita e le lotte di Marcella di Folco, che ripercorre la sua vicenda esistenziale e politica.
Nel 2024 il documentario sulla sua vita Una nobile rivoluzione: Ritratto di Marcella Di Folco è stato inserito all'interno del progetto Disobedience Archive assieme ad altri documentari e documenti internazionali, tra cui Inventur – Metzstraße 11 di Želimir Žilnik e Le F.H.A.R. di Carole Roussopoulos, e presentato dal curatore Marco Scotini alla LX Esposizione internazionale d'arte di Venezia.

## Biografia

### I primi anni
Nel dopoguerra, una condizione finanziaria precaria e la sua diversità precoce la mettono davanti a una difficile situazione. Dopo aver conseguito il diploma di maturità scientifica, nel 1961 inizia a lavorare presso l'Hotel Rivoli di Roma, come portiere. Nel 1965, e sino al 1976, chiamata dalla sorella Liliana approda come 'Cerbero' al Piper Club di Roma e di quel posto e di quel periodo eredita tutta la carica rivoluzionaria e trasgressiva. In seguito, fino al 1980, è un operatore intercontinentale dell'Italcable.

### Il cinema

Marcello Di Folco mentre interpreta il principe Umberto di Savoia in Amarcord (1973)

Marcello Di Folco fu scritturato da Federico Fellini, suo primo pigmalione, che l'aveva notato a Cinecittà dove si era recato per consegnare una lettera. Da quel momento ebbe numerosi ruoli in diversi film, apparendo con il cognome d'arte Di Falco, in realtà il cognome originario della sua famiglia. Tra i tanti ruoli risalta quello del principe Umberto di Savoia in Amarcord dello stesso Fellini, nel 1973, e, nello stesso anno, del protagonista in L'età di Cosimo de' Medici di Roberto Rossellini. Ha lavorato anche con Elio Petri, Alberto Sordi, Dino Risi e altri famosi registi italiani.

### Il Movimento Identità Trans
Nell'agosto 1980, dopo un lungo periodo di conflitto con la sua identità di genere, si opera a Casablanca. In quegli anni partecipa attivamente al Movimento Italiano Transessuali (nome in uso fino all'anno 1999), che aveva lo scopo di ottenere una legge per il cambio di sesso in Italia (ottenuta nel 1982).
Nel 1986 si trasferisce a Bologna e nel 1988 diventa presidente del MIT, rifondandolo e dando alle sue attività un nuovo impulso. Sarà sua infatti l'idea di creare un consultorio per l'identità di genere, che diventerà il primo al mondo gestito da persone transgender. Uno dei numerosi risultati messi a segno negli anni della sua intensa attività politica in relazione con le istituzioni della città è quella che il consultorio oggi fa parte a tutti gli effetti del servizi A.S.L. della città di Bologna.

### Attività politica
- Il 23 aprile 1990 viene eletta a Bologna come consigliera circoscrizionale del quartiere Saragozza.[8]
- Fra il 1995 e 1999 è consigliera comunale di Bologna (Verdi).
- Nel 2000 ottiene l'istituzione della Commissione "Diritti per l'identità di genere", da parte della ministra per le pari opportunità Katia Bellillo.
- Nel 2001, in occasione delle elezioni politiche del 13 maggio (XIV Legislatura)[9], è stata candidata del Girasole (Verdi, SDI) nelle liste proporzionali dell'Emilia-Romagna.
- Nel 2004, durante le elezioni amministrative, è stata una candidata del PDCI per il Parlamento europeo e candidata per il Consiglio Provinciale di Bologna.[10]
- Nel 2006, per le elezioni politiche del 9 e 10 aprile (XV Legislatura), era candidata al Senato della Repubblica (circoscrizione Emilia-Romagna, Verdi).

### La morte
Afflitta dal 2009 da un tumore, è morta all'età di 67 anni nel settembre del 2010 all'ospedale di Bentivoglio, dove era ricoverata dal mese di agosto.

## Filmografia

### Cinema
- Fellini Satyricon, regia di Federico Fellini (1969)
- In nome del popolo italiano, regia di Dino Risi (1971)
- Sotto a chi tocca!, regia di Gianfranco Parolini (1972)
- I racconti di Canterbury N. 2, regia di Lucio Dandolo (1972)
- Roma, regia di Federico Fellini (1972)
- Anche se volessi lavorare, che faccio?, regia di Flavio Mogherini (1972)
- Decameron nº 2 - Le altre novelle del Boccaccio, regia di Mino Guerrini (1972)
- Amarcord, regia di Federico Fellini (1973)
- Il poliziotto è marcio, regia di Fernando Di Leo (1974)
- Finché c'è guerra c'è speranza, regia di Alberto Sordi (1974)
- Quant'è bella la Bernarda, tutta nera, tutta calda, regia di Lucio Dandolo (1975)
- Di che segno sei?, regia di Sergio Corbucci (1975)
- Mondo candido, regia di Gualtiero Jacopetti e Franco Prosperi (1975)
- Vinella e Don Pezzotta, regia di Mino Guerrini (1976)
- Todo modo, regia di Elio Petri (1976)
- Tutti possono arricchire tranne i poveri, regia di Mauro Severino (1976)
- Un borghese piccolo piccolo, regia di Mario Monicelli (1977)
- Squadra antigangsters, regia di Bruno Corbucci (1979)
- La città delle donne, regia di Federico Fellini (1980)
- I carabbinieri, regia di Francesco Massaro (1981)

### Televisione
- L'età di Cosimo de' Medici, regia di Roberto Rossellini - miniserie TV (1973)
- Cartesius, regia di Roberto Rossellini - miniserie TV (1974)
- Joséphine ou la comédie des ambitions, regia di Robert Mazoyer - miniserie TV (1979)

## Riconoscimenti postumi
- A Salerno nel 2010, alla sua scomparsa, il comitato Arcigay che si sta costituendo decide di prendere il nome Arcigay "Marcella Di Folco" Salerno.
- A Bologna il 5 marzo 2021 la Giunta cittadina le ha intitolato un piazzale all'interno del giardino di Villa Cassarini[12]. Il luogo è stato scelto per la particolare significatività che ha per la comunità lgbtqi bolognese e non, oltre che per la vita politica di Marcella. I giardini infatti ricadono nel quartiere Saragozza, ospitano al proprio interno il monumento dedicato alle vittime omosessuali del nazifascismo, inaugurato negli anni '90, e sono antistanti al Cassero di Porta Saragozza che sino al 2002 ha ospitato la prima sede assegnata da una amministrazione comunale ad un’associazione omosessuale in Italia[13].
- Nel marzo 2021 la rivista francese So Film le dedica una sezione intitolata Queens de Légende assieme ad altre figure del cinema italiano ed internazionale come Divine, Eva Robin's, Wendy Carlos, in un numero tutto dedicato a L'esplosione del genere nel cinema.[14].

- Nell'aprile 2021 a Pisa le viene intitolata la prima casa rifugio aperta in Italia per persone transgender, un progetto a cui ha lavorato Regina Satariano, sua storica collaboratrice, assieme tra gli altri a Fernanda Ponciano e l'associazione MIT[15].